# Puente de Nerón
El Pons Neronianus o puente Neroniano (o de Nerón) fue un antiguo puente construido en Roma durante el reinado de los emperadores Calígula o Nerón para conectar la parte occidental del Campo de Marte con el Campo Vaticano donde la familia imperial poseía terrenos a lo largo de la Vía Cornelia.

## Historia
No hay evidencia directa de que Nerón realmente construyera el puente que lleva su nombre. Puede que haya recibido el nombre de 'puente de Nerón' porque la zona en la ribera derecha del Tíber más allá del puente todavía se conocía como "la(s) Llanura(s) de Nerón" aún en el tardío Medioevo, y los habitantes de Roma, sin saber los orígenes del puente en ruinas, lo nombraron por la región y no por el emperador. Este puente permitía un mejor acceso a los Jardines y Pórtico de Agripina la Menor (su madre), que se encontraban en la margen derecha del río, aguas abajo del puente.
El emperador Calígula construyó un circo en la ribera derecha del Tíber y según el historiador Tácito fue en este circo, rebautizado como el Circo de Nerón, donde el emperador Nerón ejecutó a los cristianos que fueron acusados de causar el gran incendio de Roma del año 64, con el fin de entretener al pueblo después de éste. Se cree que Nerón reemplazó al puente de madera de la Vía Triunfal con el puente de piedra que lleva su nombre, el Pons Neronianus o Triumphalis (Triunfal), porque la Vía Triunfal cruzaba el río sobre el puente.
Comenzando con Tito, los emperadores celebraban sus triunfos marchando a Roma por el puente lo largo de la Vía Triunfal. Es probable que la capacidad del puente no pudiera hacer frente al tráfico cotidiano de Roma, ya que a un siglo de su construcción, el emperador Adriano construyó el Puente Aeliano a menos de doscientos metros aguas arriba.
El puente también recibió el nombre de Pons Vaticanus (que significa "Puente Vaticano" en latín), ya que unía al Ager Vaticanus (Campo Vaticano) a la margen izquierda. Es probable que para el siglo IV el puente ya estuviera en ruinas, y durante el Medioevo se le conocía como el Pons ruptus (Puente Roto) por el estado en el que se encontraba. Durante el reinado del papa Julio II, éste planificó su restauración. 
El puente no se menciona en las fuentes literarias clásicas ni en catálogos regionales; solo se le menciona en Mirabilia Urbis Romae y Graphia Aureae Urbis Romae como una de las ruinas de Roma que todavía se podían observar en ese tiempo. Procopio tampoco lo menciona en su relato del sitio de Roma por los godos en el año 537. La evidencia de que el Puente Neroniano ya estaba fuera de uso en el siglo IV fue citado por primera vez por Henri Jordania y se basa en un breve pasaje de Prudencio:
Prudencio todavía vivía cuando Honorio y Arcadio construyeron el arco triunfal al cual se refiere el texto que cita una doble ceremonia en la Basílica de San Pedro y la Basílica de San Pablo Extramuros, que establece que la ruta a la Basílica de San Pedro desde la orilla oriental cruza el puente de Adriano (el puente Elio) aguas arriba. Ya que cruzar sobre el puente Neroniano habría sido un camino más corto a la Basílica de San Pedro desde la margen izquierda, se hace evidente que para esos tiempos el puente de Nerón ya estaba fuera de uso.
El puente atravesaba el río inmediatamente aguas abajo del moderno puente Victorio Emanuel II, pero con un ángulo ligeramente diferente; poco de la antigua estructura sobrevive hoy. Cuando el nivel del Tíber baja es posible ver la base de uno de los cuatro pilares que una vez soportaban al puente. Sin embargo, en el siglo XIX los pilares eran todavía visibles por encima del agua y solo fueron retirados para permitir el paso a embarcaciones en el Tíber.

## Galería

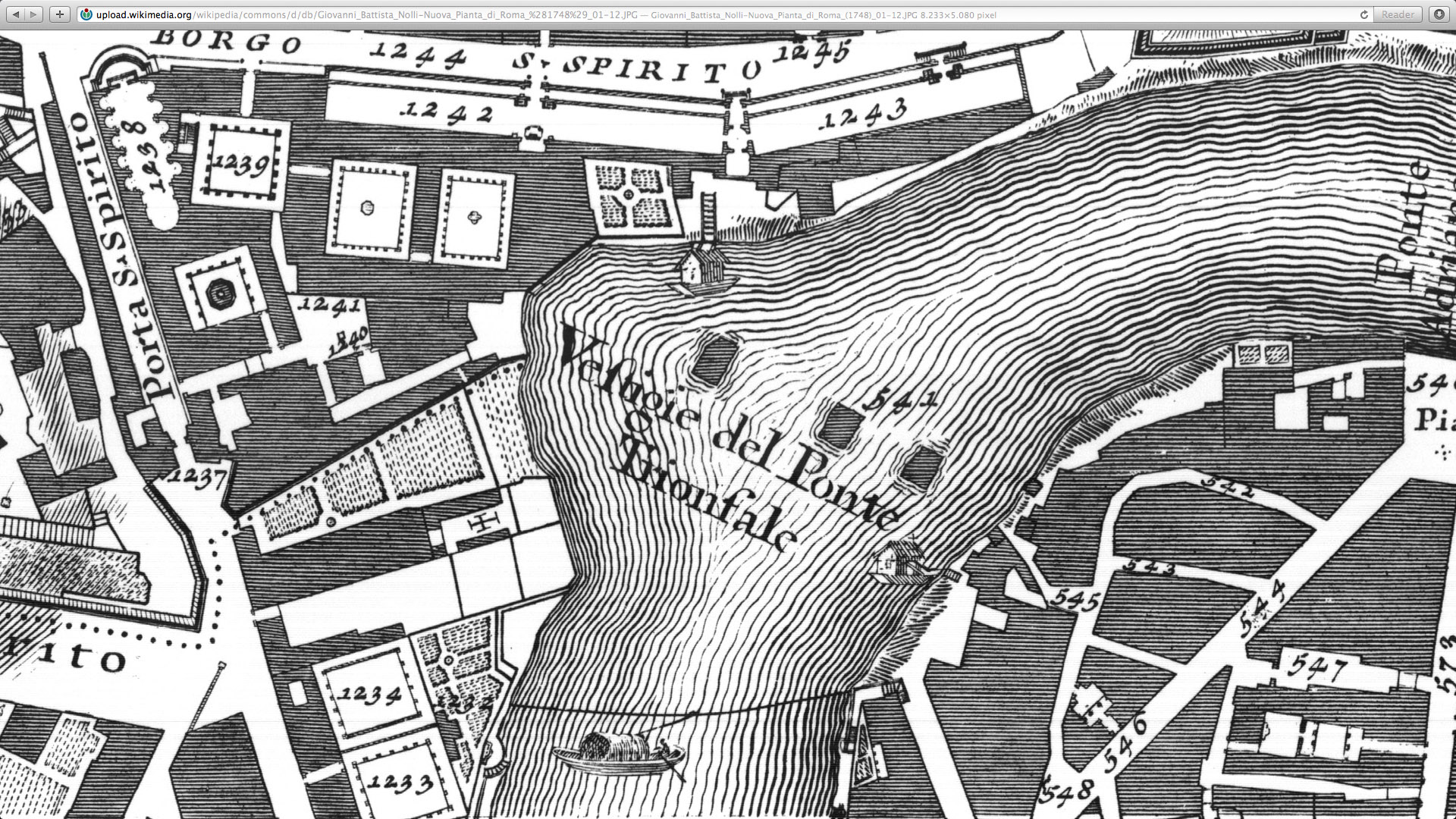
Puente Neroniano en el Mapa de Noli (1748).
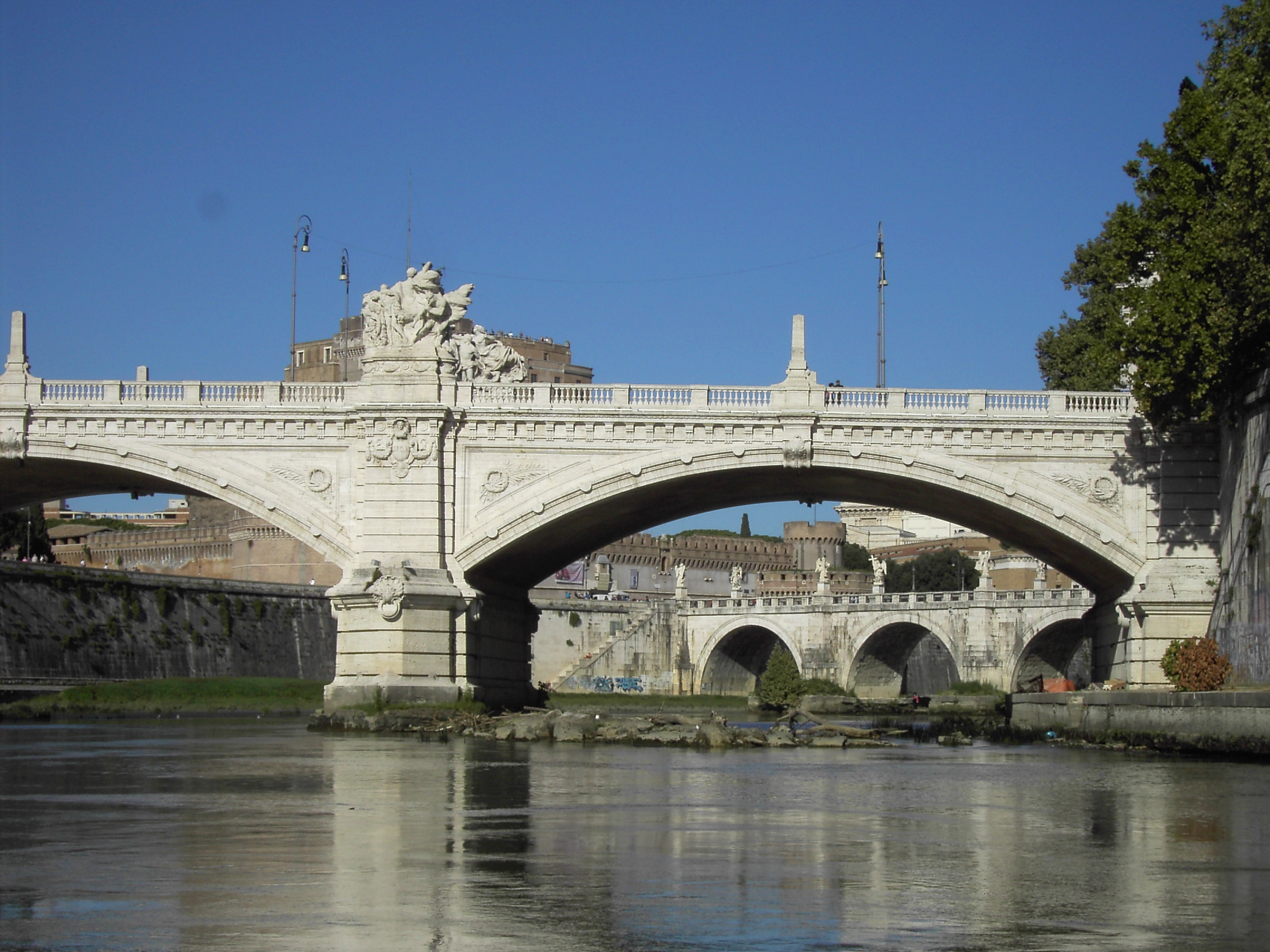
Vestigios cerca del Puente Victorio Emanuel II. Más arriba, el Puente Elio ("Puente de Adriano").
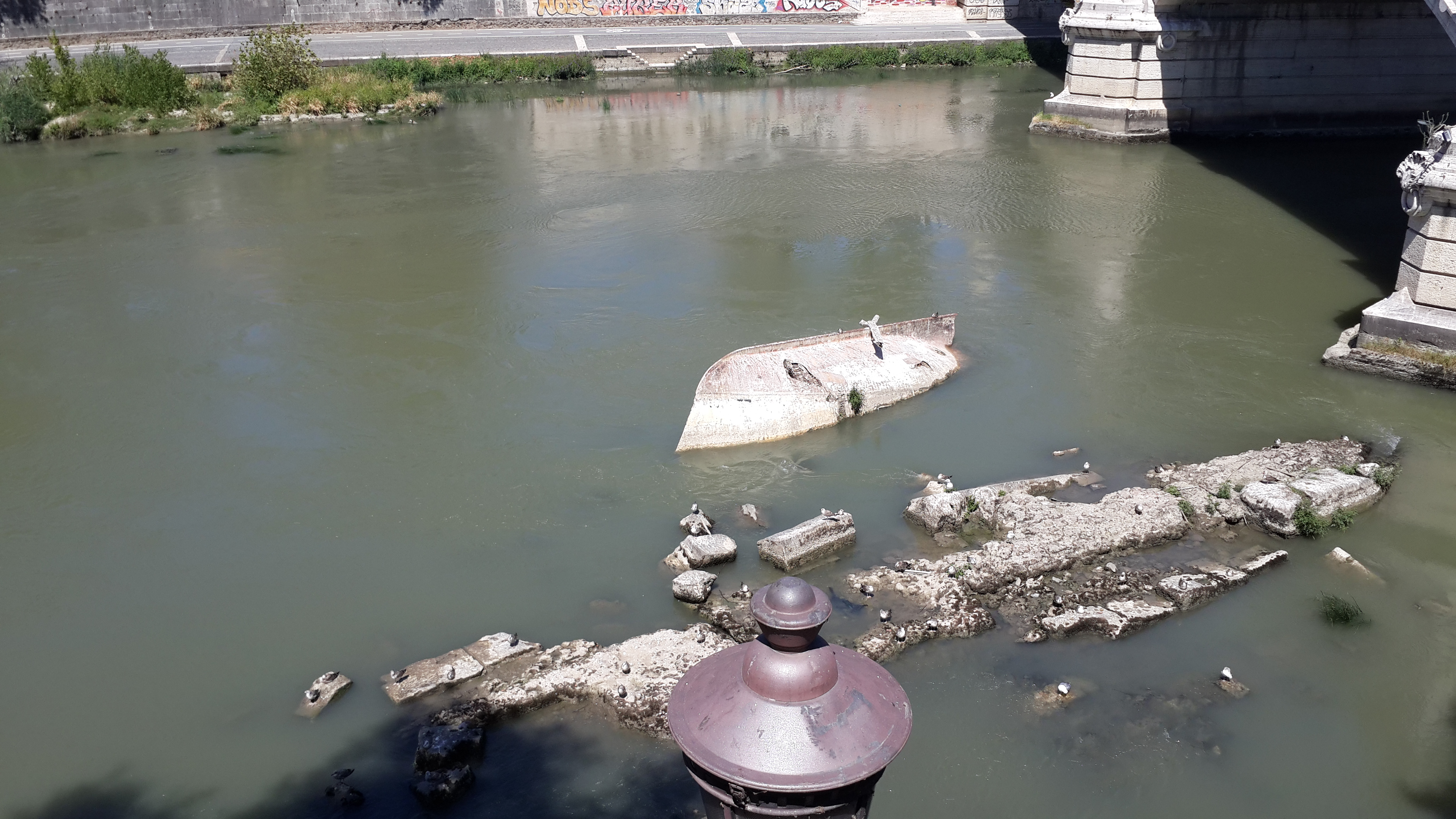
Vestigios.